# Amuleto de Monkey Island
El Amuleto de Monkey Island es un fangame del género aventura gráfica. Su desarrollo comenzó en 2003, a cargo del grupo argentino Metamorfo Entertainment, inspirado en la saga de videojuegos Monkey Island. La producción del videojuego no es oficial, ya que no está relacionado con LucasArts, desarrollador de las 4 entregas anteriores. Sin embargo, es fiel a la historia de los juegos anteriores, ocupando así el quinto lugar de la saga, buscando responder interrogantes y secretos aún no resueltos. La falta de compromiso por parte de LucasArts a sacar una quinta entrega incentivó al grupo de Metamorfo Entertainment a encarar este proyecto. Una vez finalizado, el videojuego estaría disponible de forma gratuita para PC.

## Producción y desarrollo
El desarrollo del videojuego no tiene fines comerciales, por lo que distintos colaboradores aportan al proyecto. Su producción comenzó en el año 2003 y todavía no tiene fecha de lanzamiento definitiva. Sin embargo, la página oficial dice que se necesitan retocar ciertos aspectos del guion y completar partes del mismo, como diálogos y puzles (acertijos y situaciones que hay que resolver a lo largo del juego)
El desarrollo del videojuego, a cargo de un grupo de fanes compuesto por guionistas, ilustradores, programadores y profesionales independientes de Argentina, México y España logró alcanzar una calidad gráfica y de contenido superior a la media, atrayendo el interés de la comunidad por su parecido con la calidad profesional de los títulos anteriores.

## Proyecto cancelado
El proyecto fue cancelado a fines de 2008 a causa del anuncio de la salida del videojuego Tales of Monkey Island por parte de la compañía Telltale Games tras adquirir los derechos oficiales de la franquicia.

## Características
- Pistas de música y ambientación en formato audio de alta calidad acordes a cada escenario.
- Fondos "cartoon" totalmente interactivos.
- Animaciones en 3D, como en The Curse of Monkey Island.
- Interfaz "point & click".
- Cinemáticas completamente animadas.
- Iluminación en tiempo real.
- Una posible versión hablada.[2]

## Sinopsis
Guybrush Threepwood, esposo de la gobernadora de Mêlèe Island se encuentra volviendo de unas largas vacaciones en Isla Scabb a bordo de su nueva embarcación, el "Chimpancé Maloliente”.
En medio del océano, y desviándose ligeramente de la ruta hacia Isla Mêlèe, dos galeones se avistan en el horizonte, flameando una raída bandera negra con una calavera y dos tibias en cruz.
Preparado para el abordaje, Guybrush da la orden de ataque blandiendo su espada al aire, pero al instante un certero disparo de bala de cañón impacta directamente en el polvorín del Chimpancé Maloliente, destruyendo el barco y lanzando a Guybrush por los aires.
Luego de algunos segundos de sentirse ave, Guybrush "aterriza" milagrosamente sobre la tibia arena de una cálida playa bañada por el sol, rodeado de algunos pedazos del Chimpancé Maloliente esparcidos por la playa.
En esta isla encontrará la pista para descubrir un secreto mucho más revelador que el Insulto Definitivo, el verdadero secreto que le revelaría a Guybrush la verdad.
El porqué, el cómo, el cuándo y el dónde de todas sus anteriores aventuras. Muy pronto sabrá todo lo que no supo hasta ahora, y terminando de una vez los fantasiosos mitos acerca de El Verdadero Secreto de Monkey Island.